# Fanta
Fanta er en sodavand, der  produceres af The Coca-Cola Company. Fanta stammer fra Tyskland som en Coca-Cola-erstatning efter den amerikanske handelsembargo af Nazi-Tyskland i 1940, hvilket påvirkede tilgængeligheden af Coca-Cola-ingredienser.
For at omgå sanktionerne, valgte den daværende tyske direktør Max Keith at lave et nyt produkt, ved at kun bruge varer, der var tilgængelig i Tyskland dengang. Heriblandt roesukker og valle.
Navnet Fanta skyldes en brainstorming, der begyndte med at Keith anførte hans hold til at "bruge deres fantasi" (Fantasie på tysk), hvorefter hans ene sælger, Joe Knipp, tyede "Fanta!".
I 2008 fik Fanta Orange mere appelsinsaft i drikken og fik en ny smag. I Danmark kan man også få Fanta Funky Orange og Fanta Exotic.
I dag findes der over 200 forskellige smagsvarianter i hele verden.